# National River

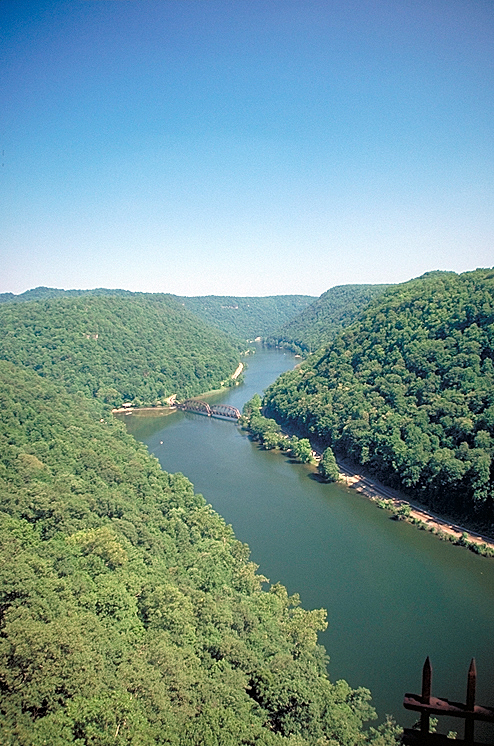
Das Tal des New River, vom Hawk's Nest State Park aus gesehen.

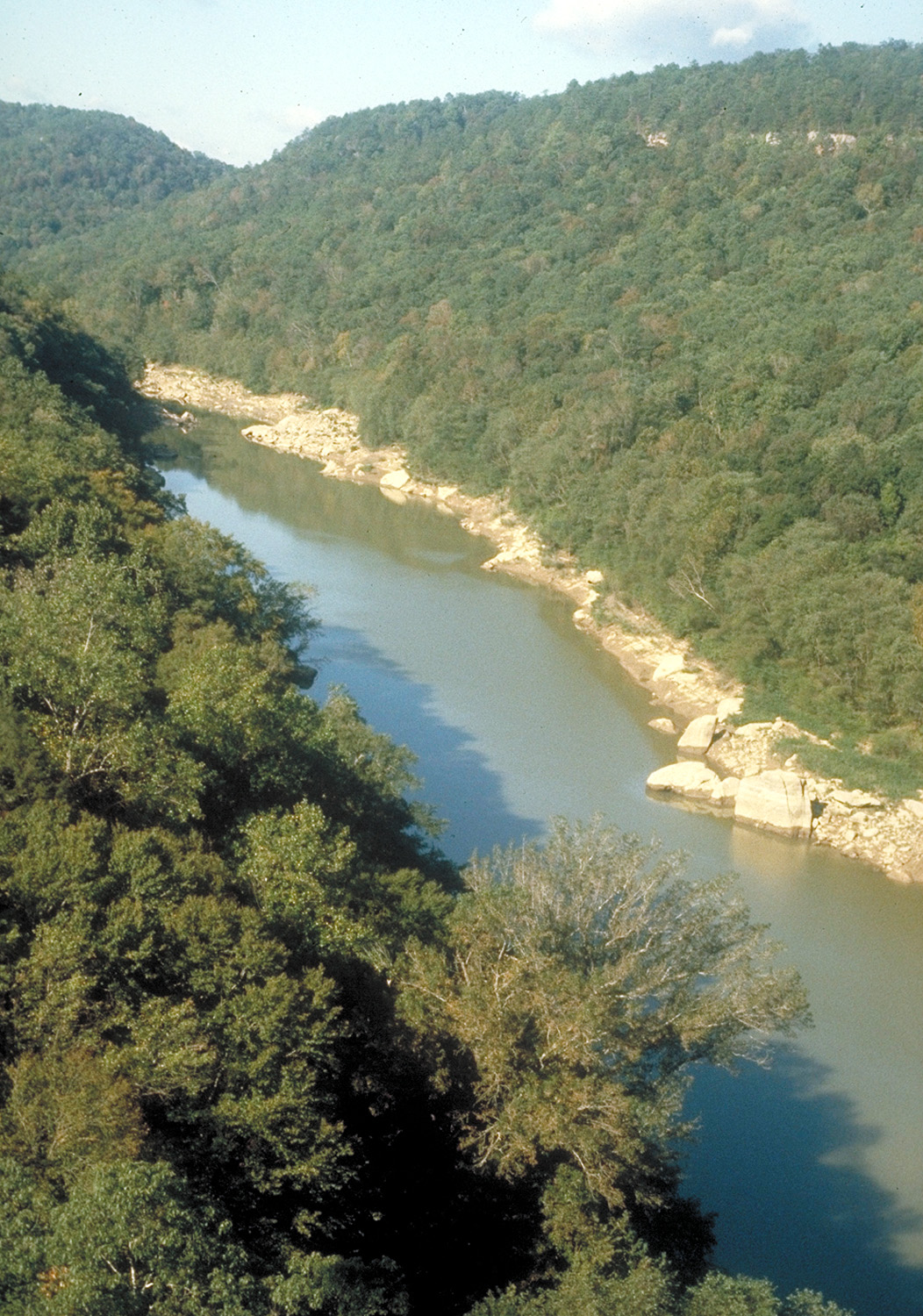
Die Big South Fork des Cumberland River.

National River (deutsch: Nationalfluss oder Nationaler Flusspark) ist in den Vereinigten Staaten von Amerika eine Kategoriebezeichnung im National Park System für einige größere Fließgewässer, denen aus unterschiedlichen Gründen landesweite Bedeutung zugemessen wird und die daher samt bestimmter Bereiche in der Umgebung besonders unter Schutz stehen. Die Verwaltung der ausgewiesenen Flussparks kann entweder durch Bundesbehörden ausgeübt werden, wie den National Park Service, das Bureau of Land Management, den U.S. Forest Service, den U.S. Fish and Wildlife Service, kann aber auch bei bundesstaatlichen, eventuell auch lokalen Einrichtungen liegen. 
Daneben gibt es für naturnahe und landschaftlich besonders reizvolle, malerisch verlaufende Flüsse die Bezeichnung National Wild and Scenic River. Auch verwandte Bezeichnungen wie Scenic and Recreational River (etwa: Landschaftlich und für die Erholung bedeutsamer Fluss) oder Scenic Riverways (landschaftlich reizvolle Flussläufe) sind anzutreffen. 
Neben den national bedeutsamen Flüssen haben einige Bundesstaaten unter der Bezeichnung State River oder State Riverway Flussgebiete und Wasserwege von regionaler Bedeutung als offiziellen Staatsfluss ausgewiesen (so zum Beispiel Indiana den Wabash River).

## National Rivers und verwandte Schutzgebiete
| Gebietsbezeichnung                                | Fluss                                       | Bundesstaat              |
| ------------------------------------------------- | ------------------------------------------- | ------------------------ |
| Alagnak Wild River                                | Alagnak River                               | Alaska                   |
| Big South Fork National River and Recreation Area | „Große südliche Gabel“ des Cumberland River | Kentucky, Tennessee      |
| Bluestone National Scenic River                   | Bluestone River                             | West Virginia            |
| Buffalo National River                            | Buffalo River                               | Arkansas                 |
| Great Egg Harbor Scenic and Recreational River    | Great Egg Harbor River                      | New Jersey               |
| Middle Delaware National Scenic River             | Delaware River                              | New Jersey, Pennsylvania |
| Mississippi National River and Recreation Area    | Mississippi River                           | Minnesota                |
| Missouri National Recreational River              | Missouri River                              | Nebraska, South Dakota   |
| New River Gorge National River                    | New River                                   | West Virginia            |
| Niobrara National Scenic River                    | Niobrara River                              | Nebraska                 |
| Obed Wild and Scenic River                        | Obed River                                  | Tennessee                |
| Ozark National Scenic Riverways                   | Current River, Jacks Fork River             | Missouri                 |
| Rio Grande Wild and Scenic River                  | Rio Grande                                  | Texas                    |
| Saint Croix National Scenic Riverway              | Namekagon River, St. Croix River            | Wisconsin, Minnesota     |
| Upper Delaware Scenic and Recreational River      | Delaware River                              | New York, Pennsylvania   |